# Georgetown (Saint Vincent en de Grenadines)
Georgetown is een plaats in Saint Vincent en de Grenadines. Georgetown is de hoofdplaats van de parish Charlotte, dat zich in het noordoosten van het eiland Saint Vincent bevindt.